# Torikaebaya Monogatari
Torikaebaya Monogatari (とりかへばや物語?  literalmente «La historia: Me gustaría intercambiarlos») es un cuento japonés de finales del período Heian (794 a 1185) de un autor desconocido, o posiblemente más de un autor. Tiene cuatro volúmenes de longitud.
Es la historia de dos hermanos cuyos gestos son los del sexo opuesto y sus relaciones en la corte del Emperador. Se ha adaptado como novela, dos series de manga diferentes y una obra de teatro de Takarazuka Revue. Fue traducido al inglés en 1983. La recepción de la historia a lo largo del tiempo ha dependido de cómo la sociedad ve las cuestiones de sexo y género, con una lectura como una comedia erótica obscena, mientras que otra lectura es como un intento serio de discutir el sexo y cuestiones de género a través de una comprensión budista medieval.

## Sinopsis
La historia habla de un sadaijin (cortesano de alto rango) que tiene dos hijos de diferentes madres de apariencia similar, pero sus gestos son los del sexo opuesto. El título, Torikaebaya, significa literalmente «¡Si tan solo pudiera intercambiarlos!», un grito del padre. El sadaijin planea que se unan a órdenes religiosas, pero la noticia de los talentos del «hijo» se extiende a la corte. Los niños pasan por las ceremonias de mayoría de edad para el sexo opuesto, y el sadaijin presenta a su hija como un hombre en la corte y a su hijo como una mujer.
El hombre disfrazado de mujer, ahora conocido como el rango de Naishi no Kami (jefa del comité de ceremonias), se convierte en el confidente de la sobreprotegida princesa, mientras que la mujer disfrazada de hombre se convierte en un chūnagon (cortesano de rango medio). Los hermanos están preocupados de quedar expuestos, por lo que el Naishi no Kami es incluso más tímido que la mayoría de las damas de la corte, y el chūnagon más distante de lo que parece. A pesar de esto, el chūnagon tiene aventuras platónicas con la princesa mayor de Yoshino y la dama del Reikeiden. El Naishi no Kami es perseguido por hombres: el príncipe heredero se enamora de Naishi no Kami debido a su reputación y la persigue sin descanso. El mejor amigo del chūnagon, Saishō Chūjō, intenta seducir al Naishi no Kami durante un período de dos noches y un día.
La hija se casa con una mujer, Shi no Kimi (cuarta hija). Saishō intenta educar a la esposa del chūnagon de que las parejas hacen más que tomarse de la mano y dormir juntos toda la noche. El Naishi no Kami evita igualmente la persecución del príncipe heredero. Saishō tiene un romance con Shi no Kimi, y luego dirige su atención hacía el chūnagon, descubriendo en una pelea de lucha el verdadero sexo del mismo. Luego comienza a cortejar a la chūnagon de la manera habitual e insiste en que vuelva a ser una mujer. La chūnagon queda embarazada y se esconde lejos de la corte. El Naishi no Kami tiene relaciones sexuales con la princesa y ella queda embarazada. El Naishi no Kami se viste de hombre y busca a la chūnagon, y después de que ella da a luz, los hermanos intercambian lugares.
El tengu que maldijo a los hermanos en sus vidas anteriores para no estar contentos con el sexo con el que nacieron se ha convertido desde entonces en budista: la traducción de Willig dice erróneamente que es el padre de los hermanos quien se ha convertido en el camino. Debido a la conversión del tengu al budismo, a medida que los hermanos deciden intercambiar roles y vestirse con la ropa de su sexo físico, se sienten satisfechos. El ex Naishi no Kami se casa con la princesa, la princesa mayor de Yoshino, y «permanece» casado con Shi no Kimi. Alcanza el rango de sadaijin. El príncipe heredero, ahora emperador, tiene relaciones sexuales con la ex chūnagon, y está consternado al descubrir que ella no es virgen, pero se casa con ella de todos modos. Saishō nunca se entera de lo que pasó con la chūnagon, la princesa apenas se da cuenta del cambio en su compañera, y los hermanos viven felices para siempre y tienen muchos hijos con sus nuevos esposos.

## Personajes principales
Los personajes no poseen el equivalente a los nombres de nacimiento. En cambio, se les asignan apodos de los cargos judiciales particulares que ocupan ellos o sus padres, o del nombre de su residencia. Véase también el nombre japonés.
- El sadaijin (Ministro de la Izquierda): padre de Himegimi y Wakagimi, tío de Shi no Kimi.
- Himegimi: hija del sadaijin, conocida durante la mayor parte de la historia como el chūnagon; más tarde, se casa con el emperador y se convierte en emperatriz.
- Wakagimi: hijo del sadaijin, conocido durante la mayor parte de la historia como la Naishi no Kami (traducido como «Dama en espera»); más tarde, sucede a su padre como sadaijin.
- Shi no Kimi/Yon no Kimi («Cuarta hija»): prima y esposa del chūnagon, es sexualmente inocente hasta su romance con Saishō. Ella le da a luz dos hijos y «permanece» casada con el nuevo sadaijin (Wakagimi). Su personaje es bastante diferente en la versión anterior del Torikaebaya. La Mumyōzōshi reprende a su personaje en la versión posterior por no ser fiel a su esposo. Parece sospechar que su esposo no es la misma persona después del intercambio de hermanos.
- Saishō Chūjō: dos años mayor que el chūnagon, es el mejor amigo de este. Su infeliz añoranza por la Naishi no Kami lo lleva a buscar consuelo en su amigo, similar a las relaciones de Genji con Utsusemi, que es frío, y su hermano menor, Kogimi, con quien Genji tiene una relación chigo, en Genji Monogatari.
- Príncipe Yoshino: padre de las dos princesas Yoshino de ascendencia china. Él predice que el chūnagon continuará con «grandes cosas», y la insta a no unirse a órdenes religiosas.
- Princesa Yoshino mayor: el chūnagon tiene un romance con ella, y luego se casa con ella el nuevo sadaijin. Las princesas Yoshino son consideradas curiosidades en la corte debido a su origen étnico. Como tal, el chūnagon siente afinidad por ellos, dada su propia situación.
- Princesa Yoshino menor: se casa con Saishō al final de la historia.
- Príncipe Heredero/Emperador: su anhelo por la «hermana» del chūnagon lleva a Wakagimi a presentarse en la corte como «Naishi no Kami», a quien persigue y asalta, para luego casarse con la ex chūnagon.
- Princesa/Princesa heredera: una princesa protegida de quien Naishi no Kami se convierte en dama de honor. Ella concibe un hijo con él y se casa con el nuevo sadaijin al final de la historia.
- Dama del Reikeiden: una dama con la que el chūnagon tiene una aventura. Después de Himegimi queda embarazada, recurre a la dama del Reikeiden en busca de consuelo. Según Kawai, su relación con Himegimi es paralela a la relación de Genji con Hanachirusato (la Dama de los Azahar), ya que ambos personajes ofrecen consuelo a los héroes cuando están deprimidos. Kawai considera que las emociones y el «patetismo» aumentan en Torikaebaya ya que la relación es entre dos mujeres.